# Тысячелистник благородный
Тысячели́стник благоро́дный (лат. Achilléa nóbilis) — вид травянистых растений рода Тысячелистник семейства Астровые (или Сложноцветные).

## Биологическое описание

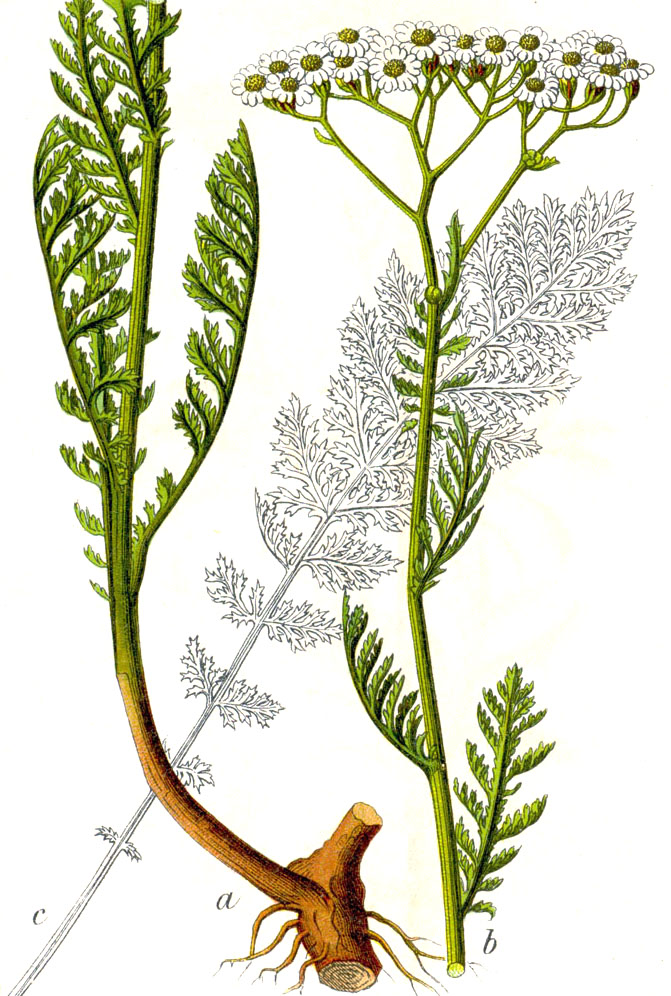

Тысячелистник благородный — многолетнее растение.
Высота растения составляет 20—50 сантиметров.
Стебель простой, серовато-зелёный.
Листья многократно разделённые на нитевидные доли, в очертании продолговато-эллиптические. Нижние листья на коротких черешках, до 4 см длиной, верхние — сидячие, меньших размеров.
Корзинки собраны в сложные щитки. Цветки грязновато-жёлтые, язычки краевых цветков белые, полукруглые.

## Экология и распространение
Распространён в чернозёмной зоне европейской части России, Предкавказье, Западной Сибири.

### Таксономия[2]
Achillea nobilis L., 1753, Sp. Pl. : 899
Вид Тысячелистник благородный относится к роду Тысячелистник семействa Астровые (Asteraceae) порядка Астроцветные (Asterales). Кладограмма в соответствии с Системой APG IV по состоянию на июнь 2023 года:
|  |                                      |  |                                   |                                   |                    |  | ещё 10 семейств | ещё 10 семейств |                           |  |                        |  | еще 182 подтвержденных и 182 в статусе "непроверенных" видов и инфравидовых таксонов | еще 182 подтвержденных и 182 в статусе "непроверенных" видов и инфравидовых таксонов |  |
|  |                                      |  |                                   |                                   |                    |  | ещё 10 семейств | ещё 10 семейств |                           |  |                        |  | еще 182 подтвержденных и 182 в статусе "непроверенных" видов и инфравидовых таксонов | еще 182 подтвержденных и 182 в статусе "непроверенных" видов и инфравидовых таксонов |  |
|  |                                      |  |                                   | порядок Астроцветные              |                    |  |                 |                 | род Тысячелистник         |  |                        |  |                                                                                      |                                                                                      |  |
|  |                                      |  |                                   | порядок Астроцветные              |                    |  |                 |                 | род Тысячелистник         |  | 3 инфравидовых таксона |  |                                                                                      |                                                                                      |  |
|  | отдел Цветковые, или Покрытосеменные |  |                                   |                                   | семейство Астровые |  |                 |                 | Тысячелистник благородный |  |                        |  |                                                                                      |                                                                                      |  |
|  | отдел Цветковые, или Покрытосеменные |  |                                   |                                   |                    |  |                 |                 |                           |  |                        |  |                                                                                      |                                                                                      |  |
|  |                                      |  | ещё 63 порядка цветковых растений | ещё 63 порядка цветковых растений |                    |  |                 | ещё 1804 рода   | ещё 1804 рода             |  |                        |  |                                                                                      |                                                                                      |  |
|  |                                      |  |                                   | ещё 63 порядка цветковых растений |                    |  |                 |                 | ещё 1804 рода             |  |                        |  |                                                                                      |                                                                                      |  |

### Внутривидовые таксоны
- Achillea nobilis  subsp. densissima
- Achillea nobilis  subsp. kurdica
- Achillea nobilis  subsp. neilreichii